# Tony Tan Keng Yam

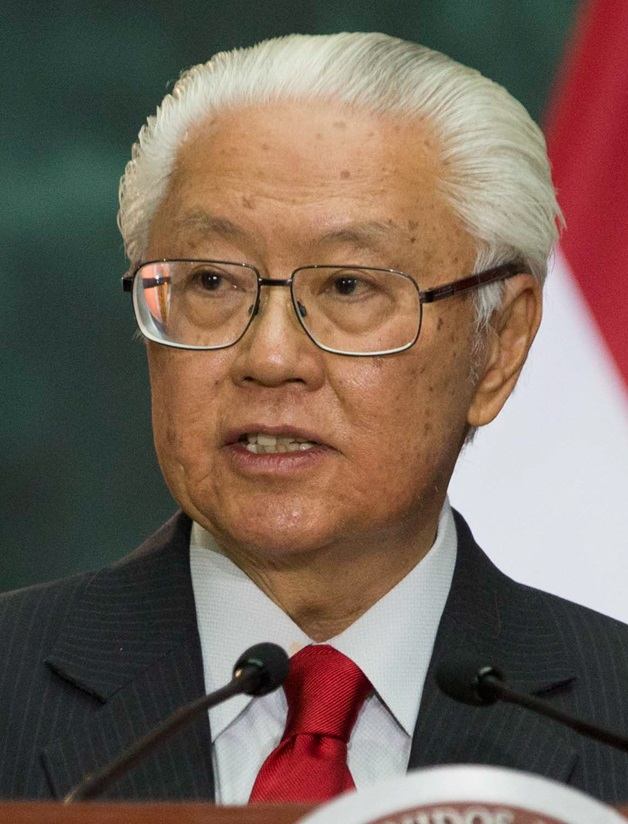
Tony Tan Keng Yam, 2016

Tony Tan Keng Yam (chinesisch 陳慶炎 / 陈庆炎, Pinyin Chén Qìngyán, Pe̍h-ōe-jī Tân Khìng-iām; * 7. Februar 1940 in Singapur) ist ein singapurischer Politiker und war vom 1. September 2011 bis zum 31. August 2017 Präsident des Stadtstaats.

## Leben
Tan studierte Wirtschaftswissenschaften und Mathematik an der National University of Singapore, am Massachusetts Institute of Technology und an der University of Adelaide. 
Vom 11. Februar 1979 bis 3. September 1988 war Tan Abgeordneter im Parlament von Singapur. Von 1983 bis 1985 war er Finanzminister und danach bis 1991 Bildungsminister in Singapur. 1995 wurde Tan zum Vizepremierminister Singapurs ernannt, er hatte dieses Amt bis 2005 inne. Zusätzlich war er 1995 bis 2003 Verteidigungsminister des Landes. Tony Tan war Mitglied der Partei People’s Action Party, trat aber im Juni 2011 im Zuge seiner Präsidentschaftskandidatur aus der Regierungspartei aus.
Tan war bis 1. Juli 2011 Vorsitzender des staatlichen singapurischen Unternehmens Government of Singapore Investment Corporation sowie des staatlichen Medienunternehmens Singapore Press. Ende August 2011 gewann Tan die Präsidentenwahl und ist seit dem 1. September 2011 Präsident von Singapur. Er trat die Nachfolge von Sellapan Ramanathan an, der das Amt 12 Jahre lang innegehabt hatte. 
Seit 1964 ist Tony Tan mit Mary Chee Bee Kiang (徐美娟) verheiratet und hat vier Kinder.